# Selwyn Lloyd
John Selwyn Brooke (Selwyn) Lloyd, Baron Selwyn-Lloyd (Wirral, Engeland, 28 juli 1904 – Oxfordshire, Engeland, 18 mei 1978) was een Brits politicus van de Conservative Party.
Lloyd was van 1955 tot 1976 een prominent politicus van Conservative Party en was opeenvolgend minister in de Kabinetten-Churchill II, Eden en de kabinetten-Macmillan en Douglas-Home, hij was minister van Defensie in 1955, minister van Buitenlandse Zaken van 1955 tot 1960, minister van Financiën van 1960 tot 1962, Leader of the House of Commons en Lord Privy Seal van 1963 tot 1964. Hij was Speaker van het Lagerhuis van 1971 tot 1976.
- Bibsys: 90145851
- Gemeinsame Normdatei: 118911007
- International Standard Name Identifier: 0000 0000 8401 0038
- Library of Congress Control Number: nr89014688
- National Archives and Records Administration: 10573333
- Nationale Bibliotheek van Tsjechië: vse20241237540
- Nationale Bibliotheek van Israël: 987007425206905171
- Nederlandse Thesaurus van Auteursnamen: 080279287
- SNAC: w6sb880r
- Système universitaire de documentation: 079561993
- Trove: 1075900
- Virtual International Authority File: 93320388
- WorldCat: E39PBJpPCGBGvk7m9qrtb93qQq